# イムラン・カーン銃撃事件
イムラン・カーン銃撃事件（イムラン・カーンじゅうげきじけん）は、2022年11月3日にパキスタンの元首相でパキスタン正義運動党首のイムラン・カーンがワズィーラーバードで演説中に銃撃され、足を負傷した事件である。
カーンの他にも複数の党員が負傷し、カーンの支持者は暗殺未遂と見なしている。シャバズ・シャリーフ首相は、銃撃を非難した。

## 背景

### イムラン・カーンの追放
野党のパキスタン民主運動がカーンに対する不信任決議案を提出し、2022年のパキスタンで政治危機が始まった。これにはカーンの勧告でアリフ・アルヴィ大統領が議会を解散したことによる憲法危機も含まれている。最高裁判所は議会解散を否定し、不信任決議案が可決され、シャバズ・シャリーフが首相に就任した。
カーンは、現政権を「輸入された政府」と呼び、アメリカの陰謀による追放だと非難した。

### 2022 Azadi March-II
The 2022 Azadi March-II is a march on Islamabad from Lahore which commenced on October 28, 2022, conducted by Khan and his supporters to protest the government's refusal to hold early elections.

## 銃撃
11月3日、カーンが支持者に向けて演説している際に、身元不明の男に銃撃された。カーンの側近によれば、6発発砲されたという。銃撃犯の一人はカーンの支持者に取り押さえられ、逮捕された。もう一人はその場で射殺された。
カーンはすねを撃たれて、病院に搬送され、治療を受けている。党員の一人によれば、状態は安定しているという。カーンの他に9人が負傷し、1人が死亡した。

## 反応

### 国内
シャバズ・シャリーフ首相は、カーンへの銃撃を最大限の強い言葉で非難し、負傷者の回復を祈るとともに、内務大臣に対して事件に関する迅速な報告を指示したと発言し、また、パキスタン政府が現地のパンジャーブ州政府に対して治安維持と調査について必要な支援を行うと述べた。

### 国際
インド: 外務省の報道官はパキスタンの動向について注意深く見守っていると発言した。